# Lee Shumway
Pour les articles homonymes, voir Shumway.
Lee Shumway né le 4 mars 1884 à Salt Lake City (Utah), et mort le 4 janvier 1959 à Los Angeles (Californie) est un acteur américain du cinéma muet et du parlant. Il tourne régulièrement dans des westerns. 
Il est crédité Leon C. Shumway ou L. C. Shumway dans certains films. Il joue dans plus de 450 films en quatre décennies, entre 1913 et 1953.

## Biographie

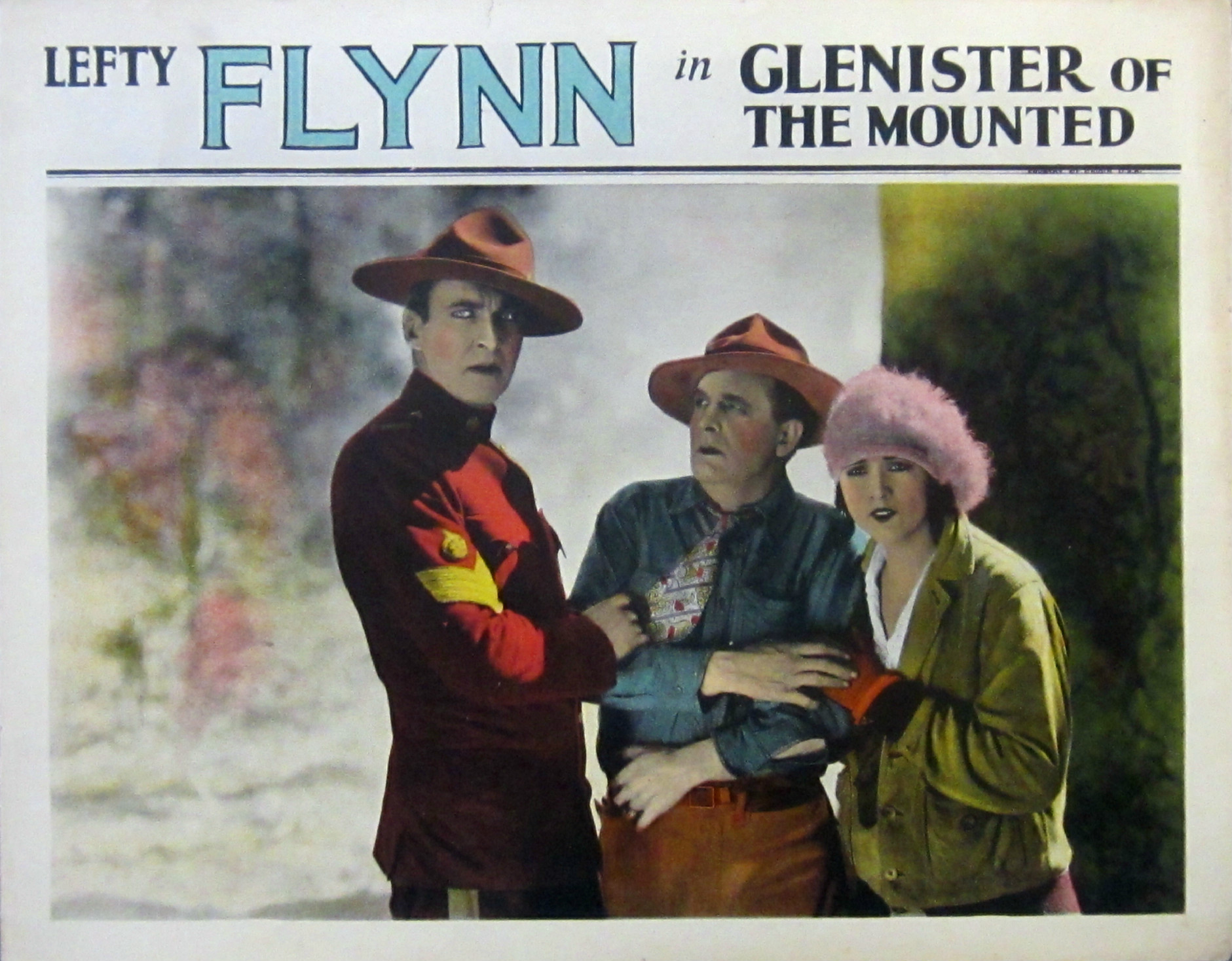
Shumway au centre, avec Maurice "Lefty" Flynn et Bess Flowers (1926).

## Filmographie partielle
- 1917 : The Star Witness de Henry MacRae
- 1917 : The Kingdom of Love de Frank Lloyd : Révérend David Cromwell
- 1918 : The Girl with the Champagne Eyes de Chester M. Franklin : James Blair
- 1920 : A Beggar in Purple de Edgar Lewis : John Hargrave
- 1920 : L'Ève éternelle (To Please One Woman) de Lois Weber
- 1921 : Figures du passé (Society Secrets) de Leo McCarey : George
- 1921 : The Alarm de Robert F. Hill
- 1922 : Brawn of the North de Laurence Trimble
- 1922 : Le Train rouge (Hearts Aflame) de Reginald Barker
- 1923 : The Gunfighter de Lynn Reynolds
- 1923 : T'excite pas (Soft Boiled) de John G. Blystone
- 1924 : The Bowery Bishop de Colin Campbell : Tim Brady
- 1924 : The Vagabond Trail de William A. Wellman
- 1925 : Introduce Me de George J. Crone
- 1925 : Les Pirates de l'air (The Air Mail) d'Irvin Willat
- 1924 : Amour, quand tu nous tiens... (The Yankee Consul) de James W. Horne
- 1926 : L'Oiseau de nuit (The Bat) de Roland West : l'inconnu
- 1926 : One Minute to Play de Sam Wood
- 1927 : The Last Trail de Lewis Seiler
- 1927 : Quelle averse ! (Let It Rain) d'Edward F. Cline
- 1927 : Great Mail Robbery de George B. Seitz
- 1929 : Evangeline d'Edwin Carewe
- 1929 : So This Is College de Sam Wood
- 1929 : La Combine (Night Parade) de Malcolm St. Clair
- 1930 : The Lone Defender de Richard Thorpe : Amos Harkey
- 1930 : The Widow from Chicago d'Edward F. Cline
- 1930 : The Santa Fe Trail d'Otto Brower
- 1930 : Sweet Mama d'Edward F. Cline
- 1930 : Showgirl in Hollywood de Mervyn LeRoy
- 1932 : Nuit d'aventures (Central Park) de John G. Adolfi
- 1934 : Au service du droit (The Lone Defender), montage du précédent film
- 1934 : C'était son homme de Lloyd Bacon  : le détective
- 1934 : A Very Honorable Guy de Lloyd Bacon : premier policier
- 1936 : L'Homme nu (Love on a Bet) de Leigh Jason
- 1936 : L'Homme sans visage (Preview Murder Mystery) de Robert Florey : le chef de la police
- 1937 : Âmes à la mer (Souls at Sea) de Henry Hathaway : un marin
- 1937 : Hollywood Cowboy (Looking for Trouble) de Ewing Scott et George Sherman : Benson
- 1938 : Federal Man-Hunt de Nick Grinde
- 1938 : Painted Desert de David Howard
- 1940 : Le Fantôme du cirque (The Shadow) de James W. Horne : Frank Milford
- 1941 : Two Gun Sheriff de George Sherman
- 1942 : Arizona Terrors de George Sherman
- 1942 : Jesse James, Jr. de George Sherman
- 1953 : La Blonde du Far-West (Calamity Jane) de David Butler : le barman